# Kimono

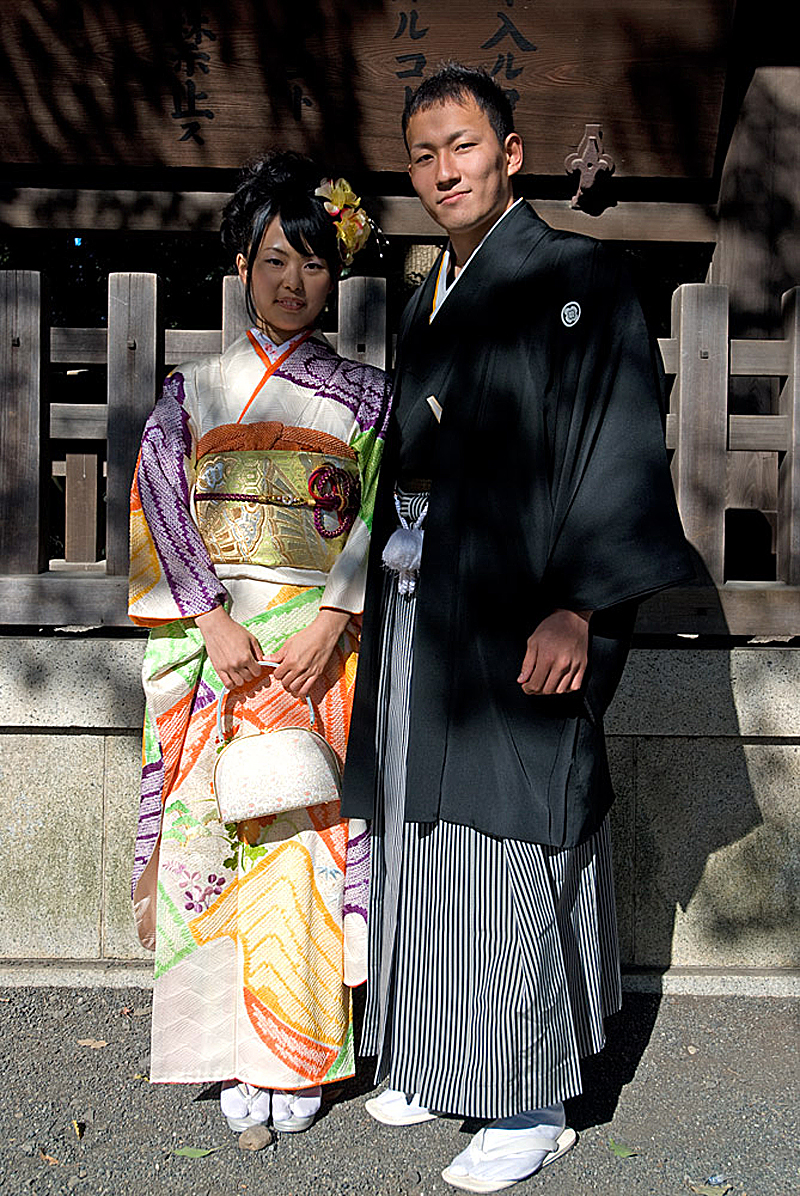
Kimono thời hiện đại

Kimono (Kanji: 着物; Kana: きもの; Hán Việt: "Trước vật", nghĩa là "đồ để mặc") hoặc còn gọi là Wafuku (和服; わふく; Hán Việt: "Hòa phục", nghĩa là "y phục Đại Hoà"), là loại y phục truyền thống của Nhật Bản. Đối với văn hóa Nhật Bản, Kimono không đơn thuần là trang phục truyền thống mà còn được xem là một tác phẩm nghệ thuật.
Người Nhật đã sử dụng Kimono trong vài trăm năm. Ngày nay, Kimono thường chỉ được sử dụng vào các dịp lễ tết. Phụ nữ Nhật mặc Kimono phổ biến hơn nam giới, thường có màu và hoa văn nổi bật. Phái nam dùng Kimono chủ yếu trong lễ cưới và buổi lễ trà đạo, và Kimono dành cho nam giới thường không có hoa văn, và màu tối hơn.

## Lịch sử

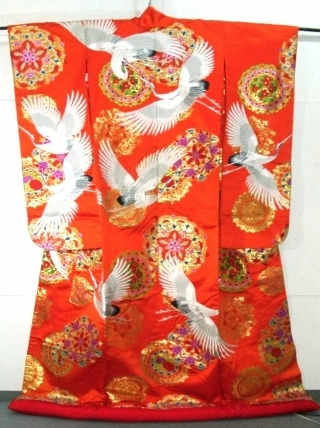
Một bộ kimono của nữ.

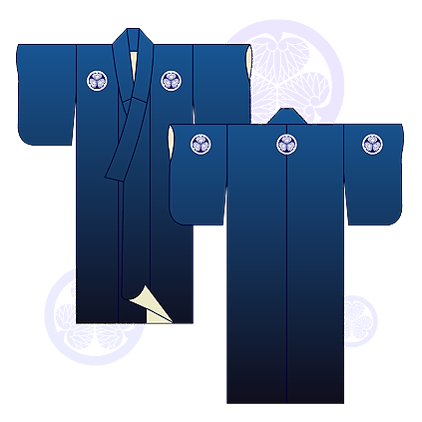
Một bộ kimono của nam, với gia huy của gia tộc Tokugawa.

Ban đầu, "Kimono" là một từ tiếng Nhật mang nghĩa là "quần áo". Nhưng trong những năm gần đây, từ này được sử dụng để nói đến bộ quần áo Nhật truyền thống. Những bộ Kimono mà ta biết đến ngày nay được ra đời vào thời Heian (794 - 1192).
Từ thời Nara (710 - 794), tới lúc đó, người Nhật thường mặc một bộ gồm phần trên và phần dưới (quần hoặc váy) tách rời hoặc một bộ quần áo liền. Nhưng vào triều đại Heian, một công nghệ làm kimono mới đã được phát triển. Được biết tới như là phương pháp straight-line-cut (cắt đường thẳng), nó yêu cầu cắt các mảnh vải theo đường thẳng và khâu chúng lại với nhau. Với công nghệ này, những người làm kimono không còn phải lo lắng về hình dáng của cơ thể người mặc. Trên thực tế, kimono phát triển từ trang phục thời nhà Đường ở Trung Quốc. Trong thời kỳ Nara ở Nhật Bản, Nhật Bản đã nhiều lần cử sứ giả sang Trung Quốc để tìm hiểu văn hóa Trung Quốc một cách toàn diện, bao gồm cả trang phục, vì vậy Nhật Bản đã bắt chước trang phục của các triều đại nhà Tùy và nhà Đường và tạo ra những bộ kimono.
Những bộ "kimono straight-line-cut" đem lại rất nhiều lợi thế. Chúng rất dễ gấp. Chúng còn phù hợp với mọi thời tiết. Chúng còn được mặc ở bên trong để tạo sự ấm áp trong mùa đông. Kimono làm từ những loại vải mát như lanh rất thích hợp cho mùa hè. Những lợi thế này giúp cho kimono trở thành một phần trong cuộc sống của những người dân Nhật.
Qua thời gian, Kimono trở thành thời trang, người Nhật bắt đầu quan tâm đến việc phối hợp những bộ Kimono và họ đã phát triển một độ nhạy cao hơn cho màu sắc. Điển hình, sự kết hợp màu sắc thể hiện màu theo mùa hoặc địa vị chính trị của người mặc.
Vào thời Kamakura (1192 - 1338) và thời Muromachi (1338 - 1573), cả nam lẫn nữ đều mặc những bộ Kimono đầy màu sắc. Các chiến binh mặc những màu sắc tượng trưng cho thủ lĩnh của họ và đôi khi, chiến trường sặc sỡ như một buổi trình diễn thời trang.
Vào thời Edo (1603 - 1868), tộc chiến binh Tokugawa thống trị khắp Nhật Bản. Đất nước bị chia cắt thành các vùng đất phong kiến được các lãnh chúa thống trị. Các samurai của mỗi vùng đất được nhận biết nhờ màu sắc và kiểu mẫu của đồng phục. Chúng gồm có 3 phần: kimono, bộ y phục không tay mặc ngoài kimono (kamishimo) và quần giống váy xẻ (hakama). Kamishimo làm bằng vải lanh, được hồ cứng để làm nổi bật phần vai. Do làm nhiều y phục samurai, tay nghề những nghệ nhân Kimono càng ngày càng cao và làm Kimono dần trở thành một hình thức nghệ thuật. Kimono trở nên có giá trị hơn và các bậc cha mẹ truyền lại cho con cái họ như một vật gia truyền.
Trong thời kì Minh Trị (1868 - 1912), Nhật Bản bị ảnh hưởng mạnh từ văn hóa nước ngoài. Chính phủ khuyến khích người dân chấp nhận trang phục và tập quán phương Tây. Nhân viên chính phủ và quân đội bị bắt buộc phải mặc trang phục phương Tây cho các sự kiện quan trọng của chính quyền (luật này bây giờ không còn hiệu lực nữa). Đối với các quý tộc, khi mặc Kimono đến các sự kiện trang trọng, Kimono phải được gắn thêm huy hiệu gia tộc để nhận biết gia tộc của người mặc.
Ngày nay, người Nhật hiếm khi mặc Kimono trong cuộc sống hàng ngày. Họ để dành chúng cho những dịp như đám cưới, đám ma, tiệc trà hay những sự kiện đặc biệt khác như lễ hội mùa hè.

## Các loại Kimono và kiểu dáng

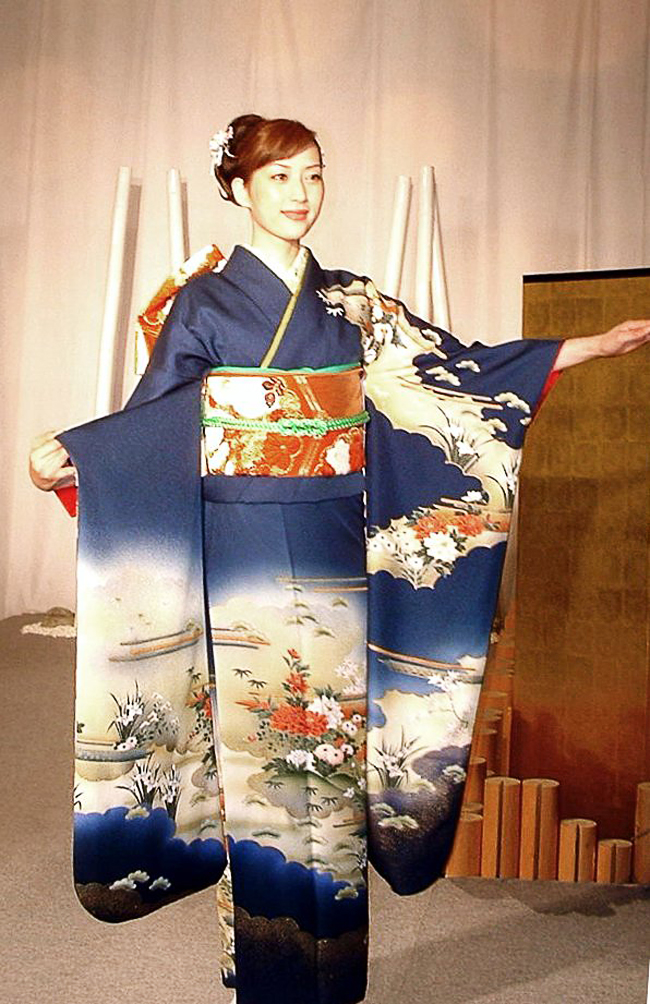
Furisode

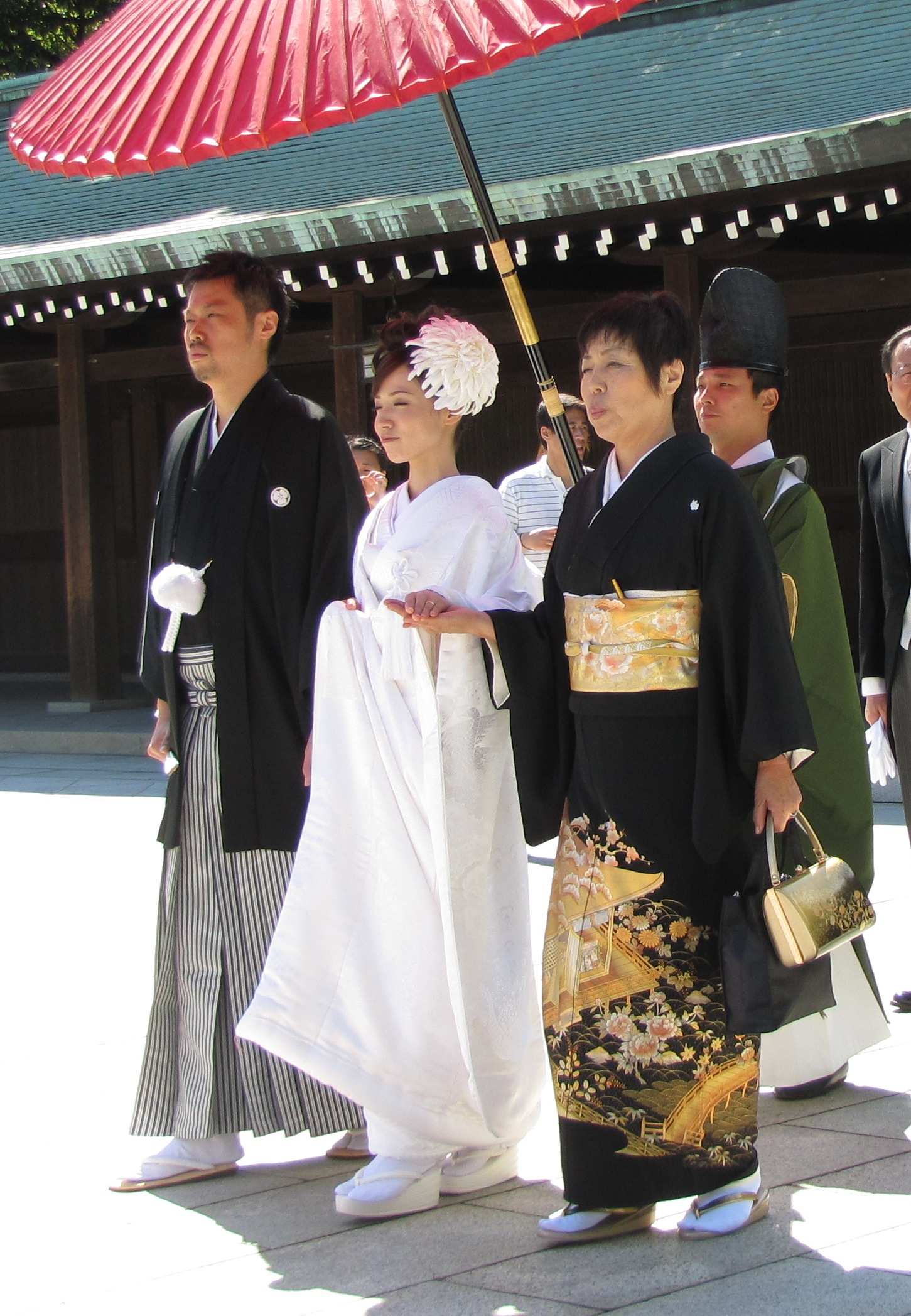
Trang phục shiromuku (giữa) và tomesode (phải)

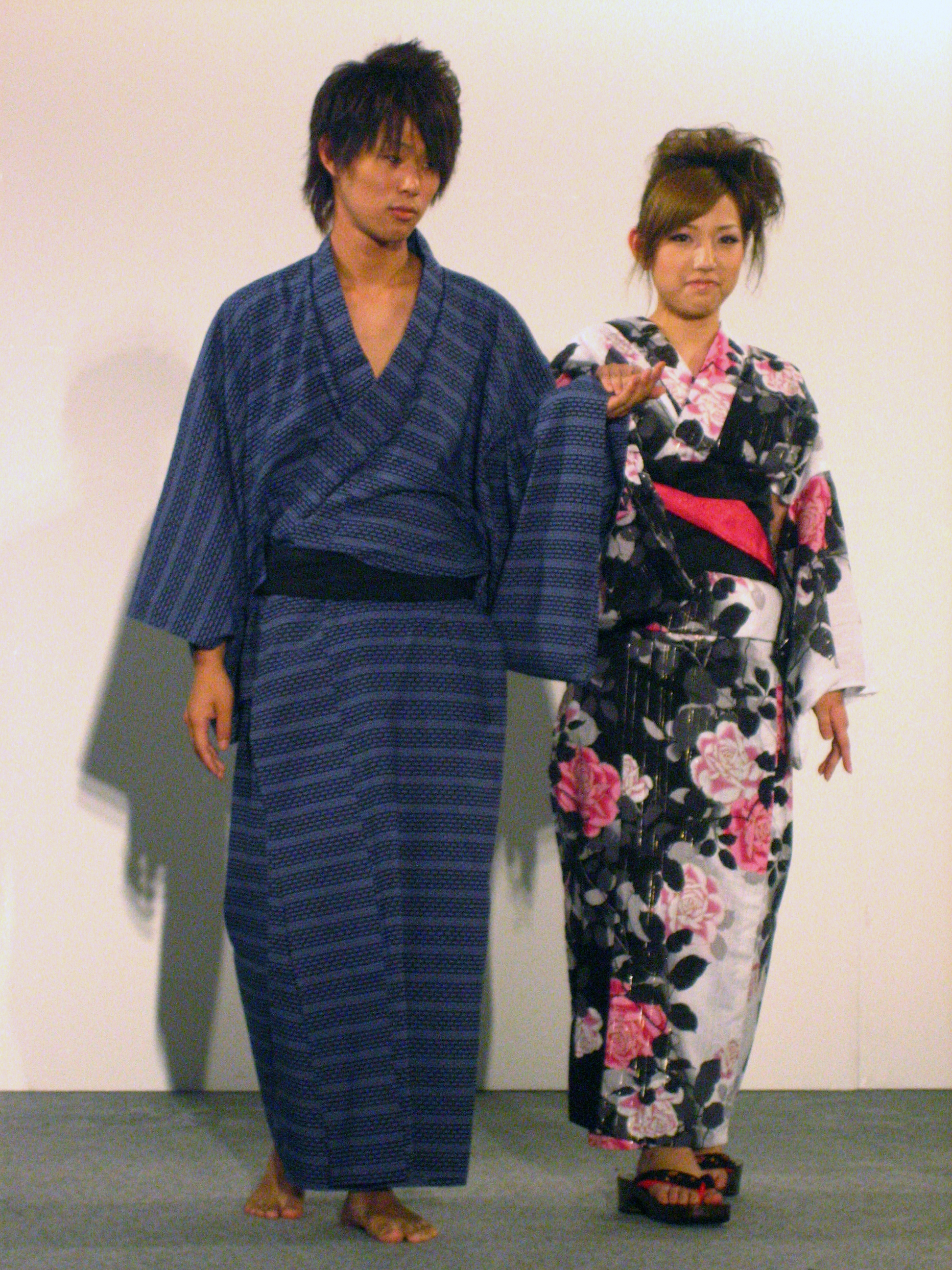
Trang phục yukata nam và nữ

Kimono dành cho phụ nữ thường chỉ có một cỡ duy nhất, người mặc cần phải bó y phục lại cho phù hợp với thân người. Kimono có nhiều loại:
- Furisode: dành cho thiếu nữ còn độc thân, ống tay áo rộng và dài, màu sắc tươi tắn với nhiều hoa văn trang trí trên vải lụa tốt, được dệt thủ công.
- Tomesode: là loại y phục trang trọng dành cho phụ nữ đã có gia đình, đặc trưng bởi ống tay áo ngắn, màu chủ đạo truyền thống ở thân áo là màu đen, phần vạt áo bên dưới có một số hoa văn đơn giản với màu sắc trang nhã. Tomesode đen có thêu phù hiệu gia tộc dùng để mặc trong các sự kiện trang trọng như đám cưới của người thân.
- Hōmongi: dành cho mọi đối tượng phụ nữ (nhưng thông dụng nhất là phụ nữ đã có gia đình), thường mặc trong tiệc trà, họp mặt người thân hoặc các cuộc viếng thăm theo nghi thức. Màu sắc trang nhã, hoạ tiết trang trí có trên khắp mặt vải nhưng mật độ hoa văn không bằng Furisode.
- Tsukesage: được mặc trong các buổi tiệc, tiệc trà, cắm hoa và đám cưới của bạn bè. Thường có hoa văn chạy dọc theo thân và lưng áo, đắp ở đỉnh vai, họa tiết trên áo sáng và nổi rõ.
- Komon: mặc trong những dịp bình thường, được trang trí toàn bộ bởi các họa tiết nhỏ, nhẹ nhàng.
- Tsumugi: cũng mặc trong những dịp bình thường nhưng các họa tiết sáng và rõ ràng hơn.
- Yukata: loại kimono thông thường, mặc trong mùa hè, thường làm bằng vải cotton với tay áo ngắn. Ngoài ra còn thường được mặc trong các quán trọ truyền thống của Nhật Bản.
- Shiromuku: lễ phục trắng cô dâu mặc trong đám cưới với phần đuôi áo khá dài và toả tròn ra. Màu trắng tượng trưng cho sự bắt đầu của một chuyến đi. Bộ lễ phục này thường đi kèm băng vải trắng trên đầu có tên là tsunokakushi.
- Jūnihitoe:  tức "mười hai lớp áo" - là loại trang phục dành riêng cho phụ nữ hoàng gia và quý tộc Nhật Bản vào thời Heian. Trên thực tế, số lượng của những lớp áo trong bộ trang phục này chỉ mang tính tương đối,[1] gồm một số loại áo kiểu kimono khác nhau.

Chất liệu Kimono còn được phân biệt theo thời tiết 4 mùa.
- Từ tháng 1 đến tháng 5: do thời tiết lạnh, kimono được sử dụng là loại có vải lót dày bên trong, màu sắc ấm cúng.
- Từ tháng 6 đến tháng 9: do thời tiết mùa hè nóng, kimono được dùng không có vải lót, màu sắc dịu mát (gọi là hitoe). Trong thời điểm nóng nhất năm, kimono được dùng là loại may bằng vài mát và mỏng nhất.

Kimono dành cho nam giới thường không có hoa văn, màu tối và có in gia huy của dòng họ. Màu sắc truyền thống trang trọng nhất là màu đen.

## Cách may và sản xuất

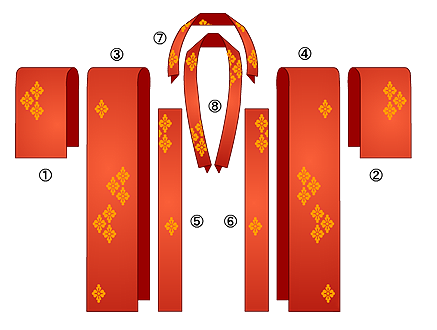
8 mảnh vải để may một bộ kimono cho nữ.

Cách may Kimono nữ khá đơn giản với một phương pháp duy nhất: 1 miếng vải dài 12-13m và rộng 36–40 cm được cắt làm 8 mảnh (5 mảnh đối với kimono của nam). Những mảnh này sau đó được khâu thủ công lại với nhau để tạo ra hình dáng cơ bản cho Kimono. Mọi đường may đều dựa trên đường thẳng. Tất cả mảnh vải đều được dùng, không có phần nào bị vứt đi. Thông thường, loại vải được dùng là lụa như yukata(kimono thường dùng vào mùa hè) được làm bằng vải cotton. Công dụng của việc may bằng 8 mảnh vải làm cho việc gỡ kimono ra để thay thế, sửa chữa các vẫn đề như cũ, bị bạc màu, vải bị hỏng dễ dàng hơn.
Kimono có màu nhờ một trong hai cách: vải được dệt từ các sợi chỉ có màu sắc khác nhau hoặc vải dệt được nhuộm màu. Một ví dụ về loại vải dệt bằng chỉ màu nên là oshima-tsumugi. Nó được sản xuất trên đảo Amami-Oshima ở phía nam Kyushu. Loại vải này chắc chắn và bóng. Một ví dụ khác là yuki-tsumugi, sản xuất ở thành phố Yuki, quận Ibaraki. Nó bền đến nỗi nó vẫn còn có thể tồn tại sau hơn 300 năm. Việc nhuộm Kimono bắt đầu với vải dệt trắng mà sau đó sẽ được vẽ hay thêu họa tiết lên đó. Kỹ thuật này sản xuất những loại vải nhiều màu sắc. Một ví dụ về việc nhuộm vải là kyo-yuzen, được sản xuất ở Kyoto và được nhận biết bởi sự tỉ mỉ, màu sắc phóng khoáng. Một ví dụ khác là kaga-yuzen, được sản xuất ở thành phố Kanazawa. Kaga-yuzen được nhận biết bởi những hình ảnh thiên nhiên thực tế.
Lợi thế của vải dệt bằng chỉ màu là nó có màu đều 2 mặt nên nếu mặt trước của vải bị bạc màu thì có thể lật sang mặt kia để dùng. Còn lợi thế của vải nhuộm là nếu màu bị phai, thì dễ dàng nhuộm màu mới.

## Phục trang đi kèm

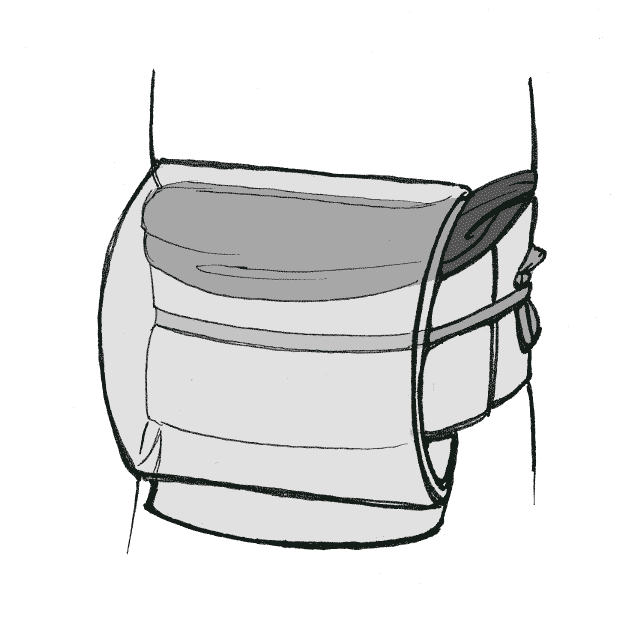
Cách buộc taiko-musubi

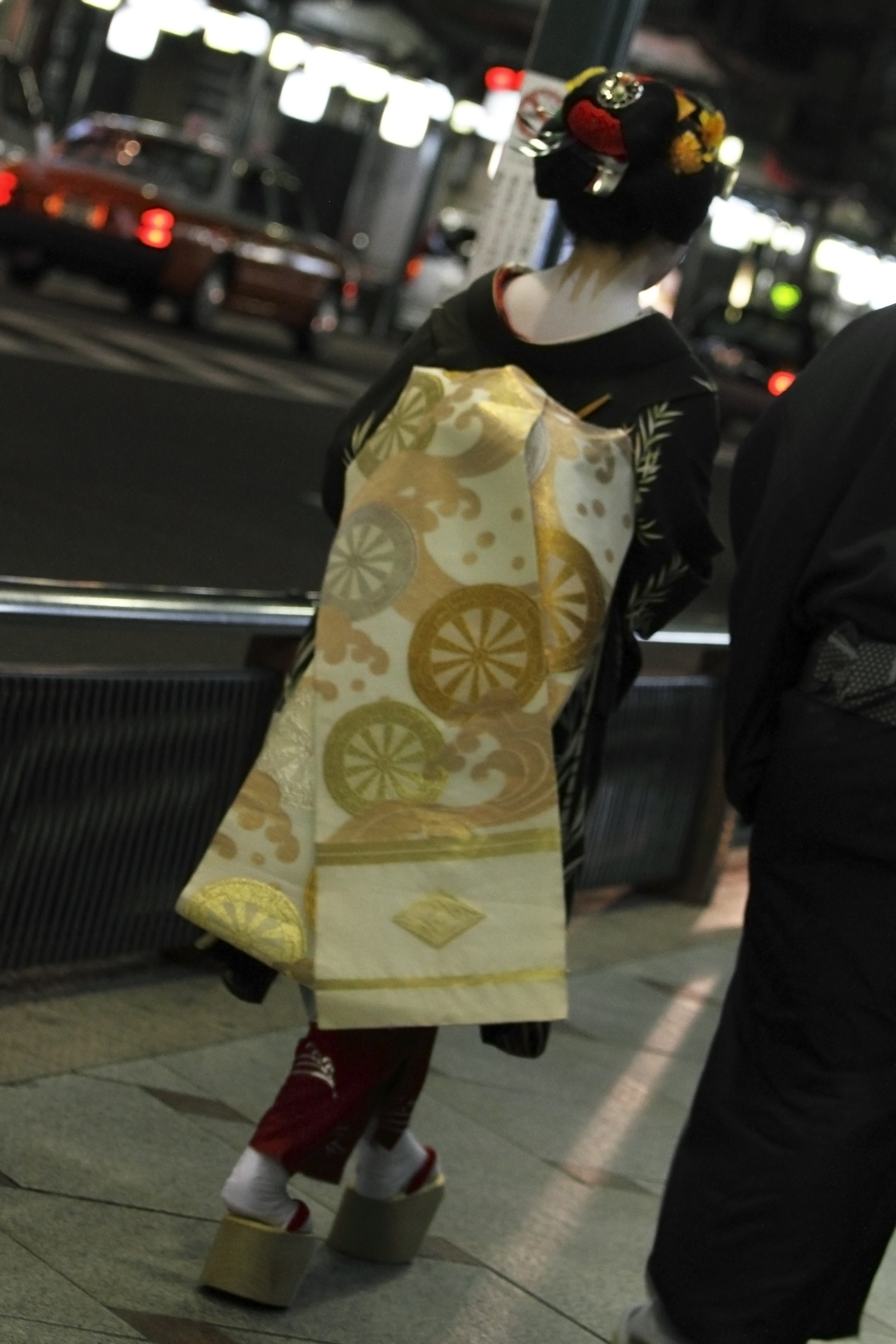
Cách buộc Darari-Musubi

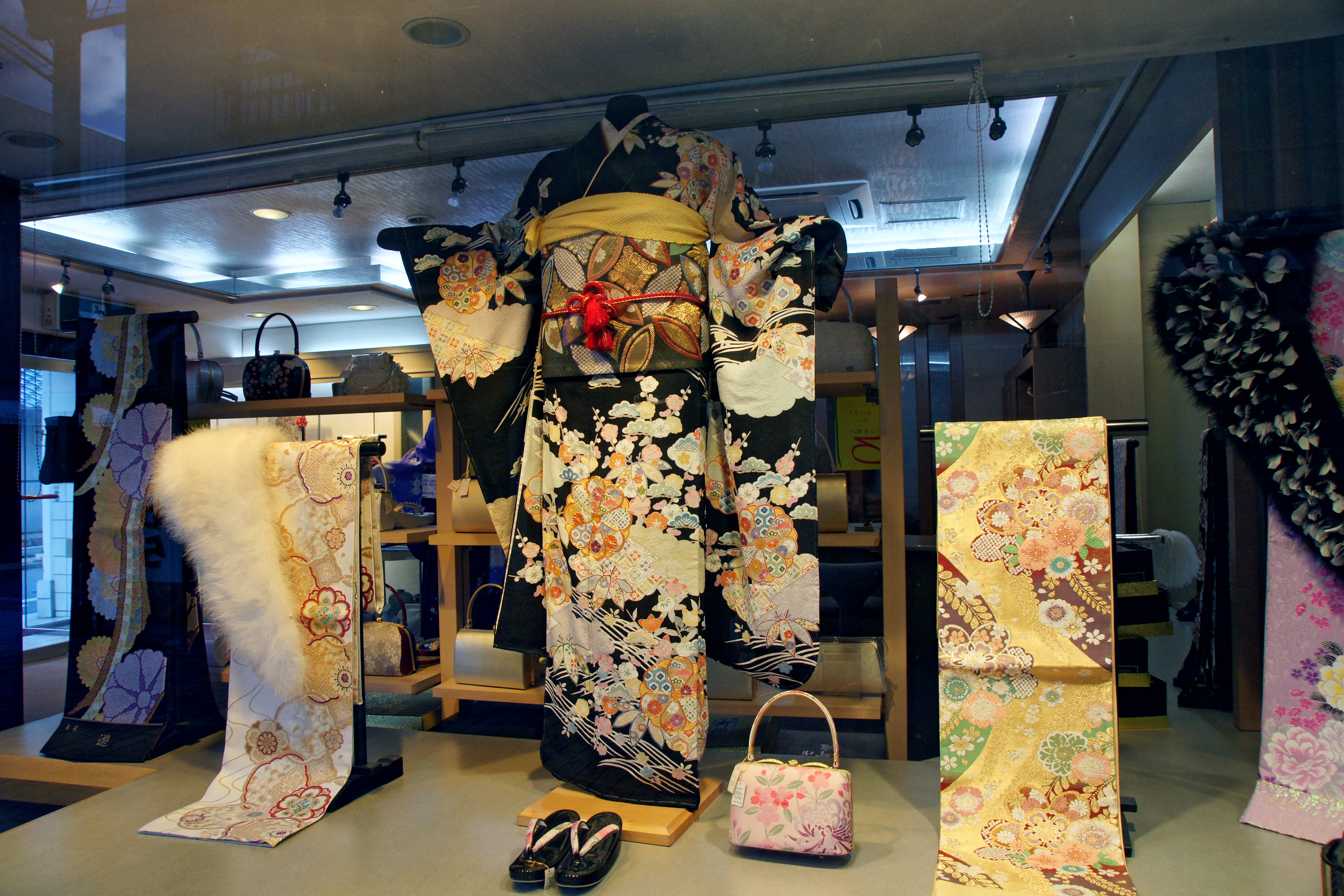
Kimono và các phụ kiện trưng bày trong một cửa tiệm tại Nhật Bản.

Khi mặc kimono phải mặc juban trước, là một áo lót để bảo vệ kimono khỏi bẩn, sau đó cuốn bên phải vào trước, bên trái vào sau, và thắt lại bằng thắt lưng Obi làm bằng lụa. Nếu quấn bên trái trước nghĩa là bạn sắp đi dự tang lễ. Việc mặc kimono rất mất thời gian, và hầu như không thể tự mặc. Người mặc kimono phải đi guốc gỗ, và mang bít tất tabi màu trắng.
Một phụ kiện không thể thiếu để nhận diện kimono, cũng là niềm tự hào của các nghệ nhân trang phục Nhật Bản, là chiếc khăn thắt lưng obi, được dùng để cố định nếp áo và như một điểm nhấn trang trí cho chiếc kimono. Ngoài ra obi còn mang tính ngầm biểu hiện thành phần xã hội. Một chiếc obi thông thường dài khoảng 4,2 m và rộng 30 cm, với chất liệu bằng lụa và được trang trí hoa văn dệt thủ công cầu kì, tinh xảo. Có hai loại Obi: fukuro-obi (chỉ được trang trí 1 mặt) và nagoya-obi (ở giữa hẹp hơn để thắt quanh người dễ dàng hơn). Một số obi như nishiki-obi làm ở Kyoto và hakata-kenjo làm ở quận Fukuoka được đánh giá cao về màu sắc phóng khoáng như vàng hay bạc được dệt lên nó.
Người Nhật có hơn 100 cách để buộc obi. Các kiểu buộc thường phản ánh sự vật trong tự nhiên. Loại obi phổ biến và được ưa chuộng nhất là taiko-musubi được buộc ở đằng sau, có dáng dấp đơn giản của một chiếc trống, không kén chọn tuổi tác và có thể kết hợp với bất kì loại kimono nào. Taiko-musubi trở nên phổ biến từ gần cuối triều Edo, do các geisha nghĩ ra vào thế kỷ XIX. Tới khi loại nơ này xuất hiện trên màn ảnh, người ta không thực sự quan tâm lắm về vẻ đẹp của obi, obi chỉ như một công cụ để giữ Kimono vào đúng chỗ để mặt trước được kín. Nhưng ngay khi taiko-musubi xuất hiện, rất nhiều kiểu dáng nơ khác cũng xuất hiện theo.
Ngoài ra còn có kiểu bunko-musubi, với đặc trưng như bươm bướm đang rủ cánh, tateyanoji-musubi với hình dạng chiếc nơ lớn nghiêng một góc 45% (thường đi kèm với trang phục thiếu nữ furisode), darari-musubi có hình dạng hai tấm lụa dài vắt chéo sau lưng, dành cho các maiko (geisha thực tập).
Vào triều Meiji, người ta bắt đầu dùng obi với phụ kiện như obi-age và obi-jime. Obi-age giữ miếng độn dùng để tạo thành nơ vào đúng chỗ. Obi-jime được dùng để giữ obi vào đúng chỗ. Công dụng của những phụ kiện với các màu khác nhau kết hợp lại trở thành một cách để người ta khoe gu thẩm mỹ của mình.
Những vật dụng cần thiết khác dùng với kimono bao gồm han'eri và tabi (tất xỏ ngón đi với dép zori). Những vật dụng này có màu trắng hoàn toàn để tôn lên màu sắc của kimono.
Phụ nữ mặc kimono thường cầm theo cây dù trúc truyền thống. Đàn ông mặc kimono với hakama (một loại phụ kiện kiểu nửa quần nửa váy, mặc phía dưới, bên ngoài kimono) và haori (áo khoác ngoài có vạt áo ngắn đến hông hoặc đùi, tay áo rộng).

## Chi phí

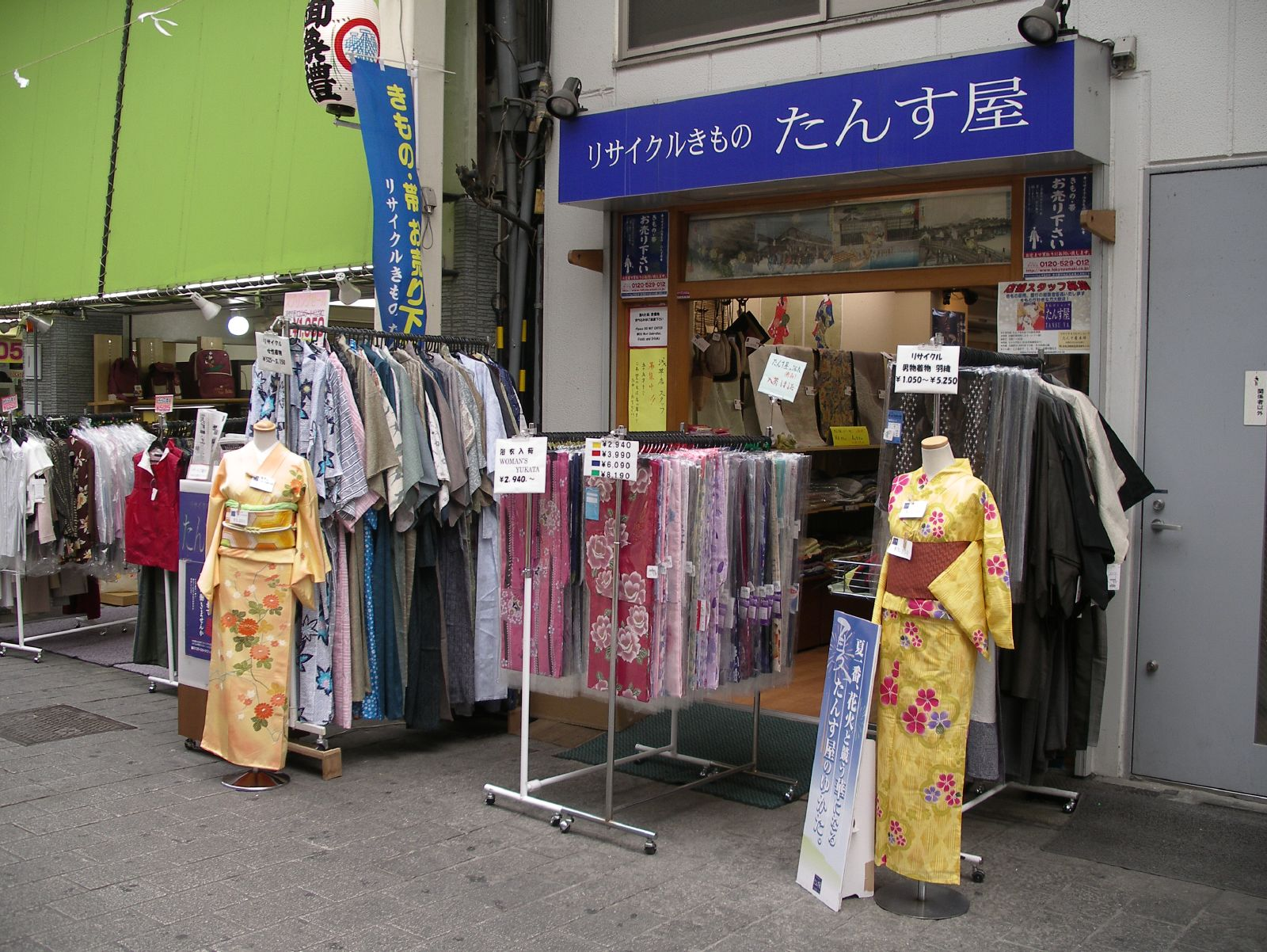
Một cửa hiệu bán kimono cũ.

Một bộ kimono của phụ nữ có thể dễ dàng vượt quá 10.000 USD. Một bộ kimono hoàn chỉnh, bao gồm kimono, áo lót, thắt lưng obi, các loại dây cột, tất, guốc gỗ tabi và các phụ kiện khác có thể >20.000 USD. Riêng giá của một chiếc obi có thể lên đến vài nghìn USD. Tuy nhiên, hầu hết những bộ kimono thuộc sở hữu của người có sở thích mặc kimono hoặc những người hành nghề nghệ thuật truyền thống đều ít tốn kém hơn. Một số người tự làm kimono và áo lót theo kiểu chuẩn may có sẵn, hoặc bằng cách tái sử dụng những bộ kimono cũ. Các loại vải sợi rẻ hơn và dệt bằng máy có thể thay thế cho các loại lụa dệt và nhuộm thủ công truyền thống. Loại hình kinh doanh hàng kimono cũ cũng phát triển mạnh ở Nhật Bản. Những bộ kimono loại này tốn kém ít hơn, chỉ vào khoảng 6 USD. Tuy nhiên, các loại obi dành cho phụ nữ vẫn là thứ đắt nhất. Tuy rằng những chiếc obi với hoạ tiết đơn giản hoặc không hoạ tiết chỉ tốn khoảng 18 USD, nhưng một chiếc obi có hoa văn đã qua sử dụng cũng có thể lên đến hàng trăm USD vì để làm ra chúng cần những thợ thủ công giàu kinh nghiệm. Obi dành cho nam giới, ngay cả những chiếc làm từ lụa đều có xu hướng rẻ hơn, bởi vì chúng có chiều ngang hẹp và ngắn hơn, ít hoạ tiết hơn của phụ nữ.

## Những sự kiện mặc Kimono
Người Nhật cực kì nhạy bén với thời tiết 4 mùa và quần áo của họ luôn theo thời tiết. Người Nhật cũng thường được thông báo về các giai đoạn trong cuộc đời họ. Ví dụ, những sự kiện đặc biệt được tổ chức để đánh dấu các cột mốc quan trọng trong sự trưởng thành của một đứa trẻ và người ta thay đổi những bộ Kimono của họ cho phù hợp cả về thời tiết và sự kiện.
Trong khoảng 30 - 100 ngày sau khi đứa trẻ được sinh ra, cha mẹ, anh chị em, ông bà đến miếu thờ cùng nhau để báo cáo về sự ra đời của đứa trẻ. Đứa trẻ được mặc 1 bộ Kimono trắng bên trong. Bên ngoài bộ Kimono đó, đứa trẻ mặc 1 bộ Kimono được nhuộm yuzen nếu đó là con gái hoặc 1 bộ Kimono đen được đính huy hiệu gia tộc nếu đó là con trai.
Một bộ sự kiện quan trọng khác trong cuộc đời một đứa trẻ là lễ hội Shichi-go-san được tổ chức vào tháng 11. Vào ngày này, các bậc cha mẹ đưa con trai 5 tuổi và con gái 7 hoặc 3 tuổi tới miếu thờ địa phương để cảm ơn thần đã giữ cho con họ khỏe mạnh và chóng lớn. Những đứa trẻ cũng được mặc Kimono trong dịp này.
Ở tuổi 20, những người trẻ kỉ niệm lễ trưởng thành bằng cách đến miếu thờ vào ngày 2 thứ hai (2nd Monday) của tháng 1. Trong dịp này, các cô gái mặc Furisode và các chàng trai mặc Haori và Hakama có gắn phù hiệu gia tộc.
Dù sự kiện để mặc là gì, người Nhật luôn nghĩ đến yếu tố thời tiết trước khi quyết định sẽ mặc bộ Kimono nào. Các màu nhạt như xanh sáng thích hợp cho mùa xuân, các màu mát như tím nhạt hay xanh đen thích hợp để mặc cho mùa hè. Mùa thu phù hợp với những màu mô phỏng màu sắc lá rụng và mùa đông là mùa cho những màu mạnh mẽ như đen và đỏ.
Vào mùa hè, người Nhật thích đi xem pháo hoa và thường đến các lễ hội mùa hè. Vào những lúc này, họ mặc yukata. Trong quá khứ, người Nhật thường mặc yukata lúc vừa tắm xong nhưng bây giờ chúng đã được mặc định là đồ mặc mùa hè bình thường, được mặc bởi người Nhật mọi lứa tuổi, mọi giới tính. Theo truyền thống, chúng có màu xanh dương kết hợp với màu trắng nhưng trong những năm gần đây, những mẫu thiết kế đầy màu sắc đã xuất hiện.
Dù kimono không còn là trang phục mặc hàng ngày của người Nhật, họ vẫn thích mặc kimono vào nhiều lúc suốt cả năm.

## Hình ảnh

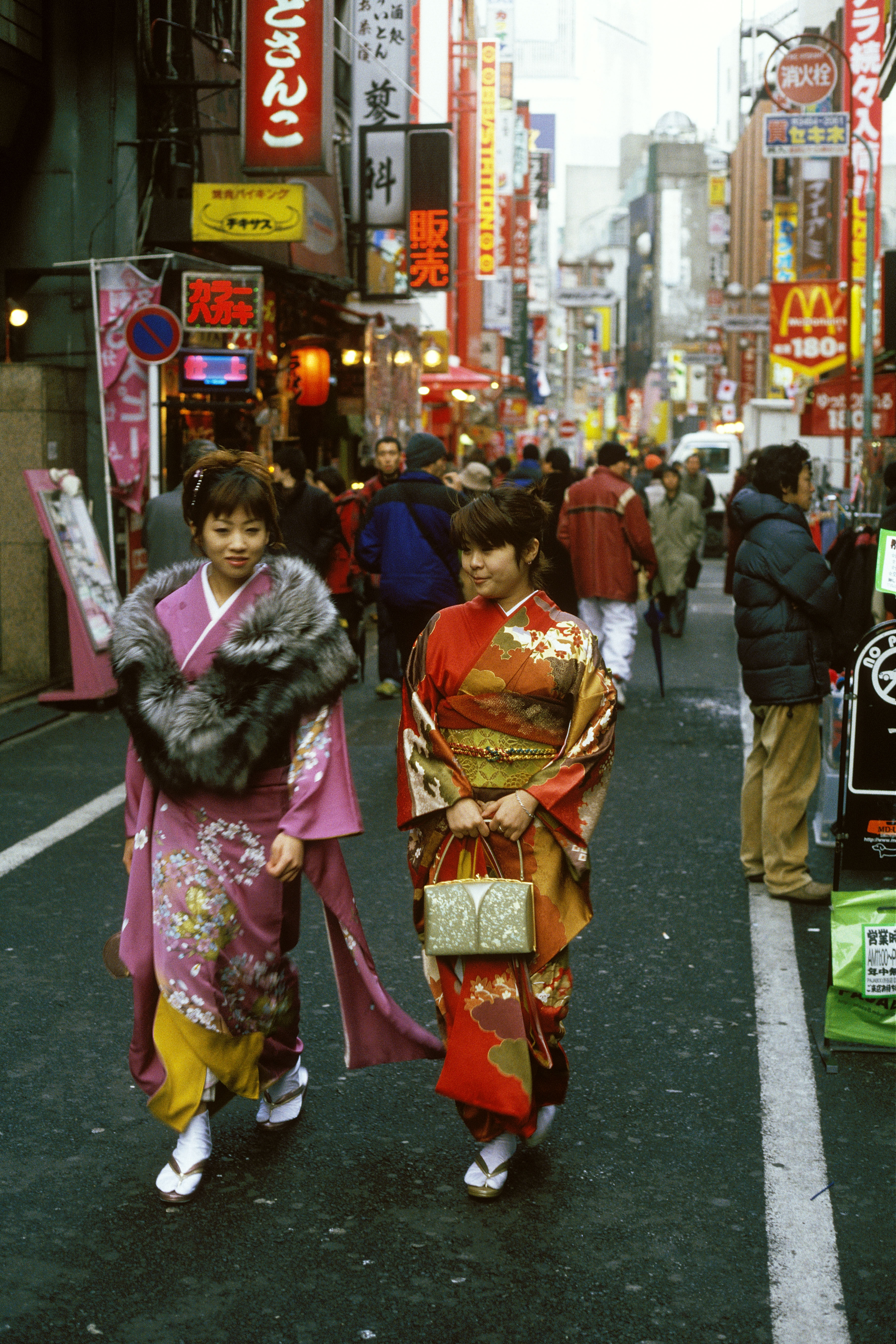
2 phụ nữ mặc kimono tại Tokyo.
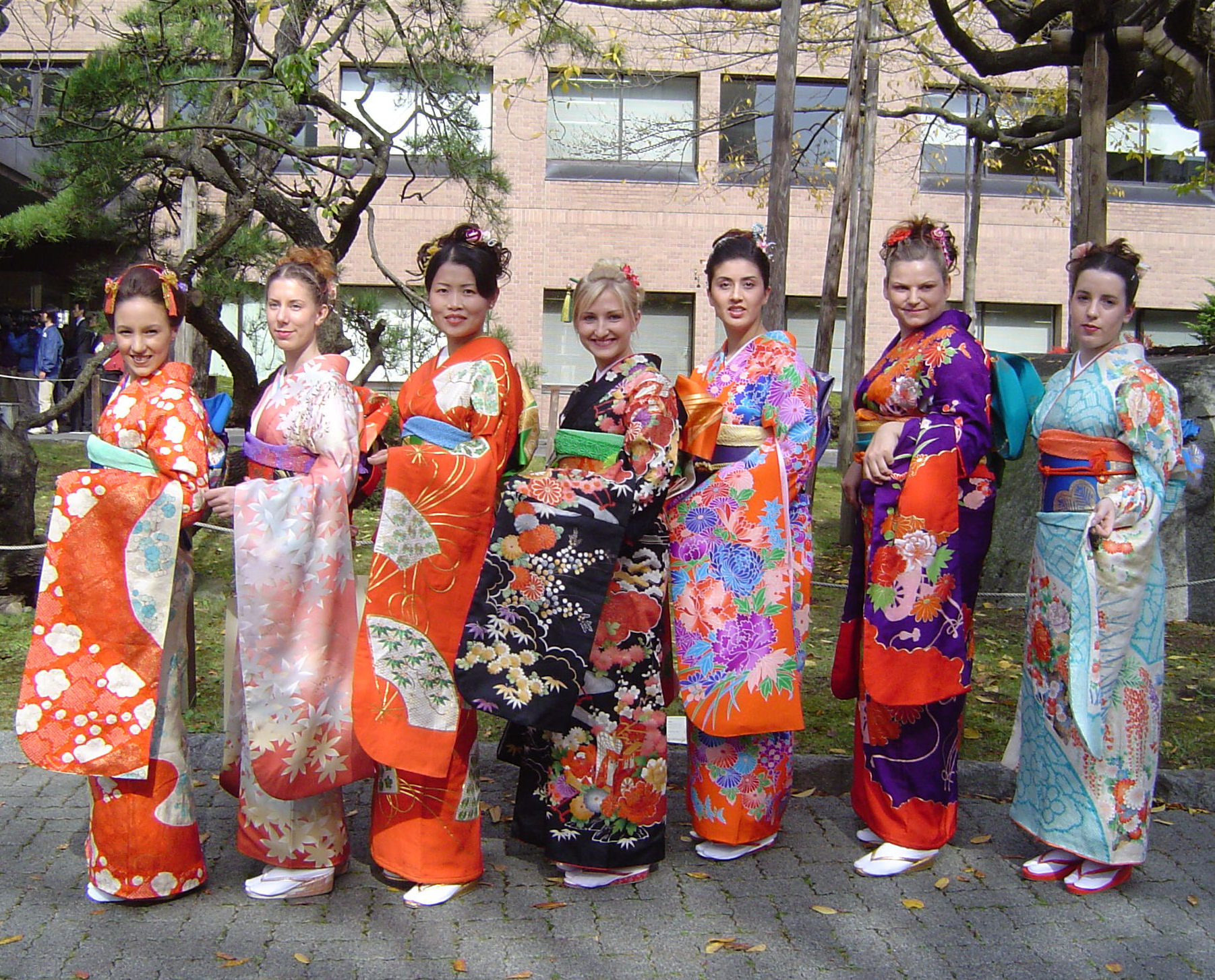
Kimono hiện đại.
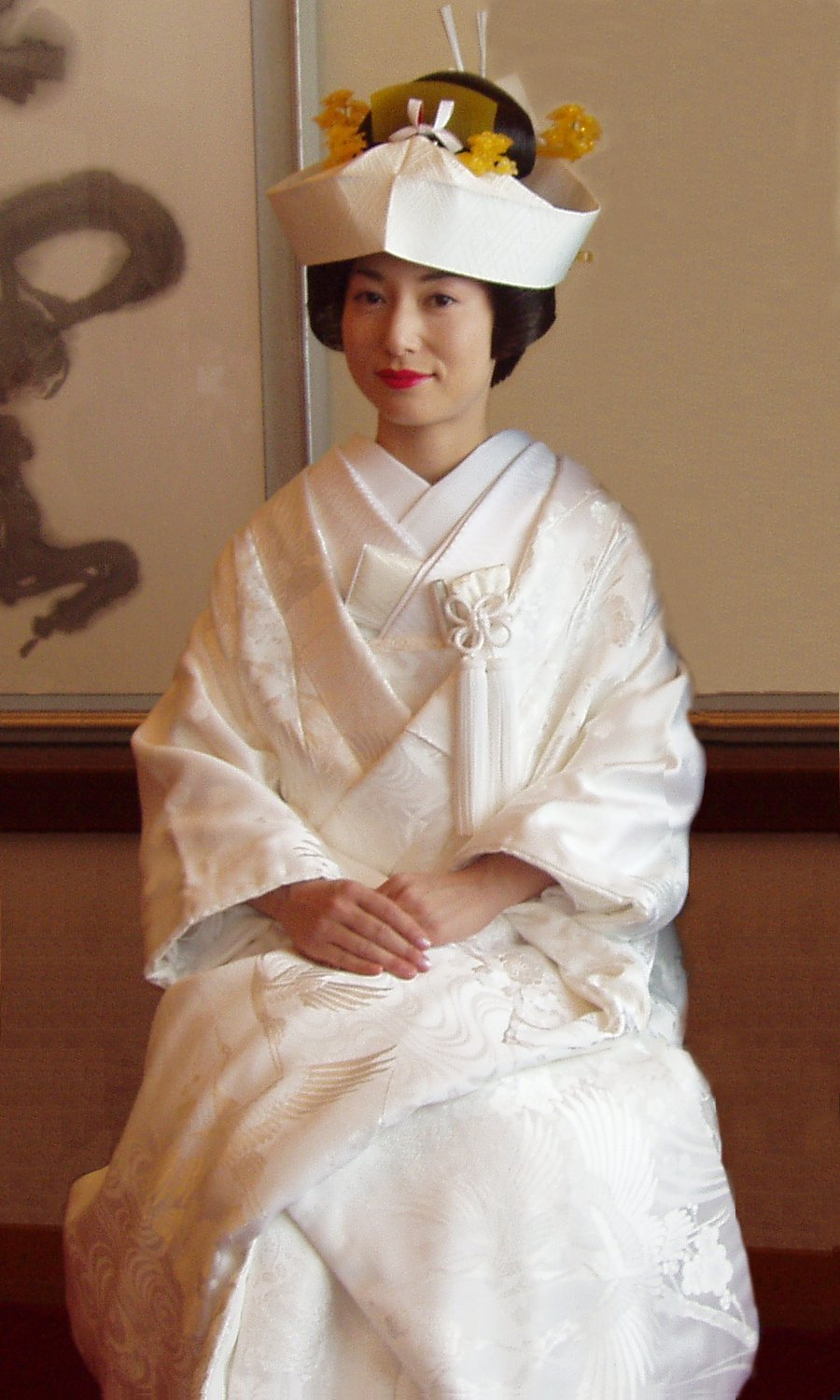
Phụ nữ Nhật Bản mặc shiromaku trong đám cưới.
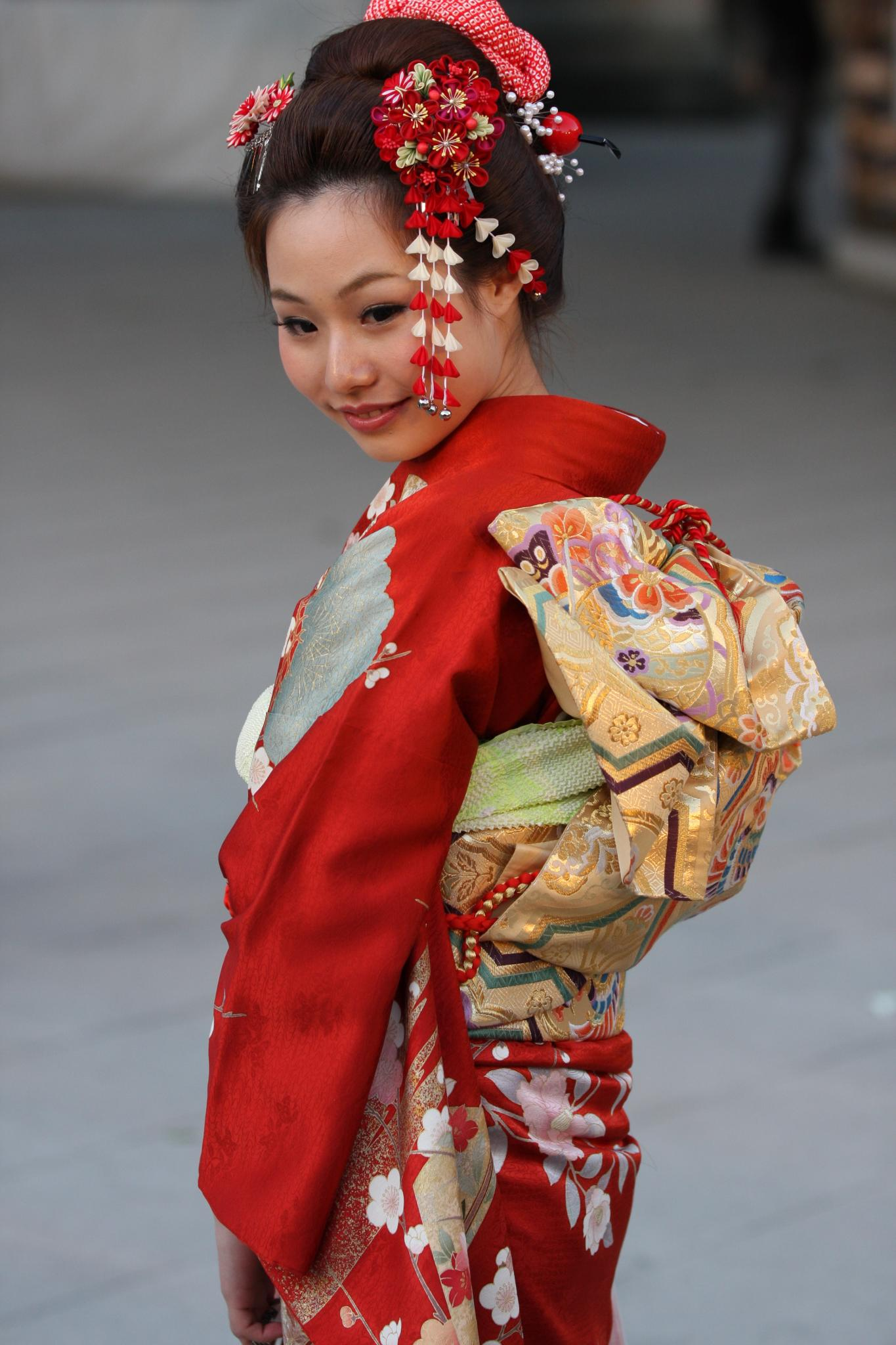
Một cách buộc obi cầu kì của bộ furisode.
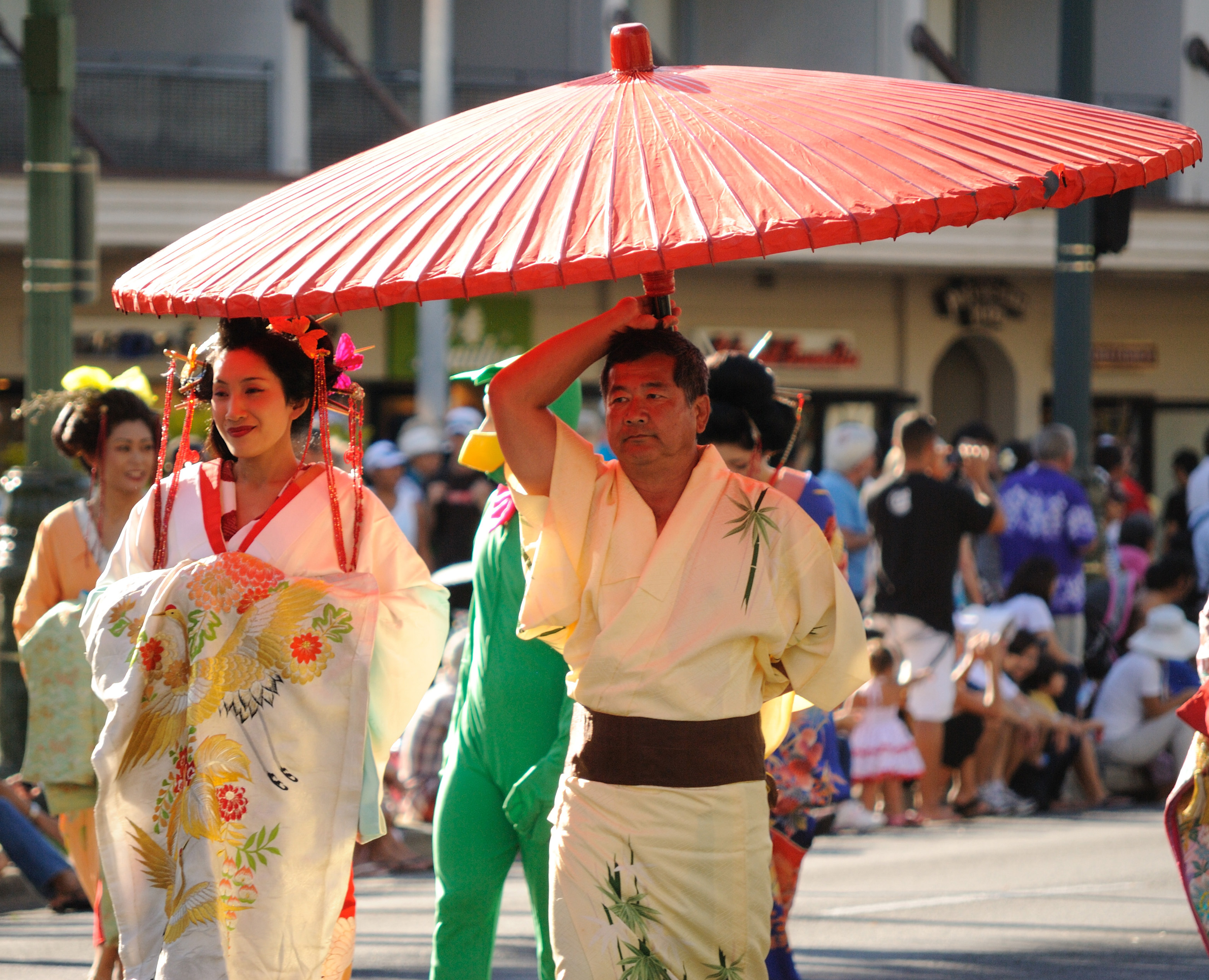
Kimono nam và nữ trong một biểu diễu hành.
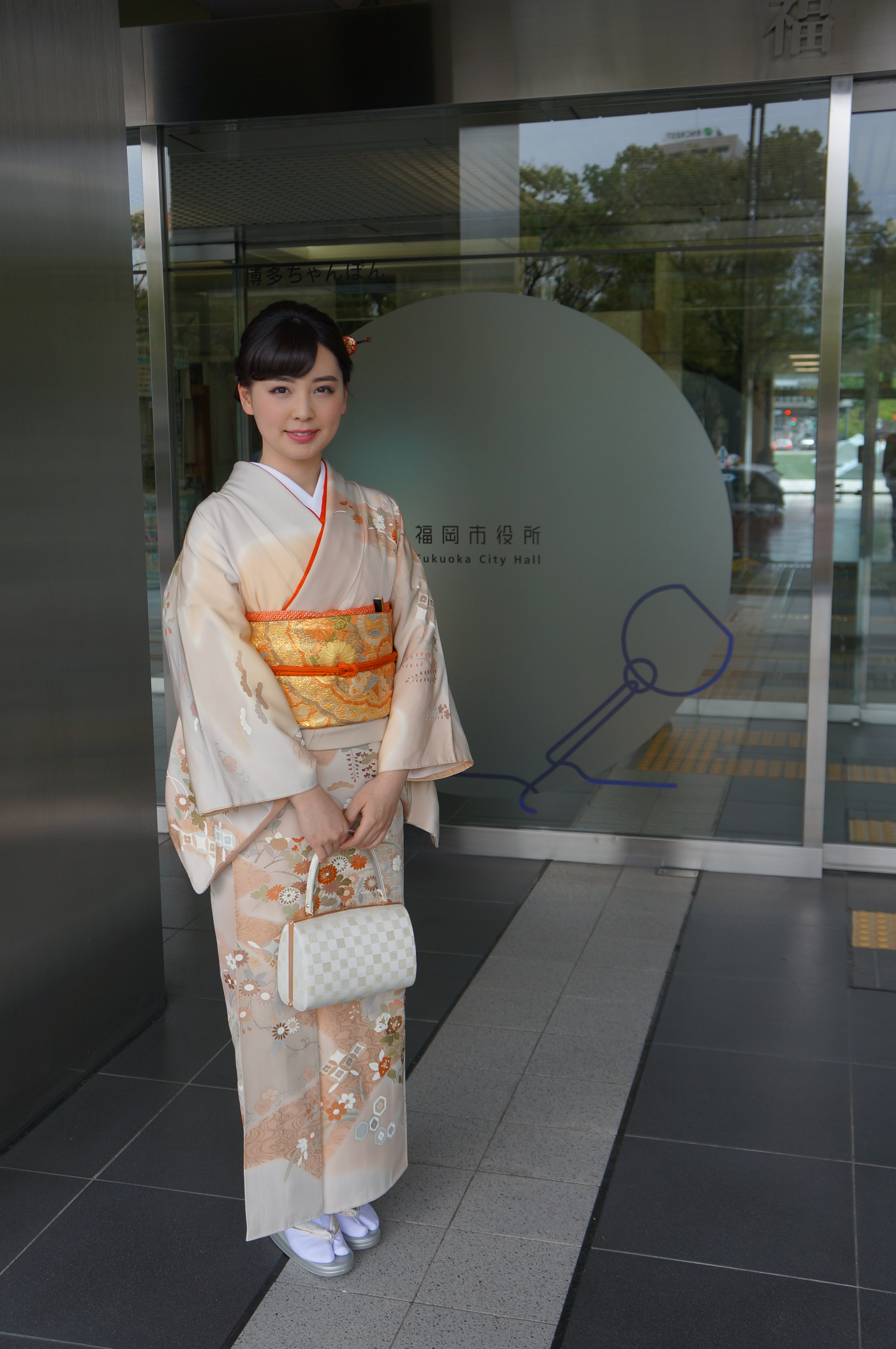
Một người phụ nữ mặc kimono chụp ảnh tại Tòa thị chính Fukuoka, Nhật Bản
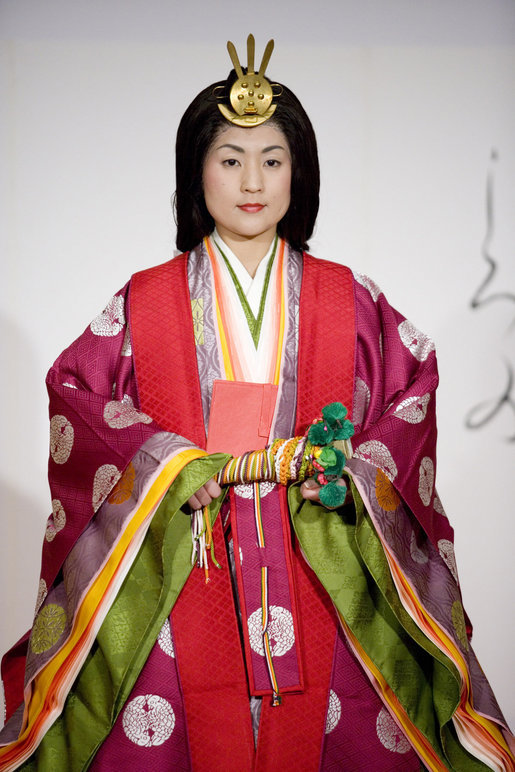
Jūnihitoe

### Vật liệu thủ công
- "Kimono from the V&A Collection". Asia. Victoria and Albert Museum. Truy cập ngày 13 tháng 7 năm 2007.
- "Fashioning Kimono: Dress in early 20th century Japan". Asia. Victoria and Albert Museum. Bản gốc lưu trữ ngày 13 tháng 5 năm 2007. Truy cập ngày 16 tháng 6 năm 2007.